# Fonematikus írás
Azt az írásrendszert nevezzük fonematikusnak, amelyben minden betű egy és csak egy hangzót (fonémát) jelöl. A köznyelvben tévesen fonetikusnak is nevezik.
A természetes nyelvek között nem ismerünk ilyet, csupán a mesterséges eszperantóban és a japáni nyelv latin betűs írásrendszerében valósul meg valódi fonematikus megfeleltetés. A magyar nyelv írásbelisége közel fonematikus, amennyiben a többjegyű hangzókat egyetlen betűnek tekintjük, de a nyelvet nem beszélő személy így sem tud minden szóképet helyesen felolvasni. (Pl. az egészség szóban nem egyértelmű az s-z-s jelcsoport csoportosítása: sz-s vagy s-zs.)